# Nightmare Ned
Nightmare Ned (em português: Os Pesadelos de Ned) é um desenho animado estadunidense produzido pela Disney em 1997.  No Brasil, foi exibido pelo SBT, no programa Disney Club. A série é baseada em um jogo de computador com o mesmo nome, lançado pela própria Disney.
O desenho é centralizado em torno dos pesadelos de um garoto de 10 anos, Ned Needlemeyer. A série foi cancelada devido ao alto custo de produção para a época. Hoje em dia alguns episódios são considerados perdidos, por não estarem mais disponíveis em nenhum lugar.

## Lista de episódios
1. Ned's Life as a Dog
2. A Doll's House
3. Robot Ned
4. Dapper Dan
5. Monster Ned
6. The Ants
7. Magic Bus
8. 'Til Undeath Do Us Part
9. Headless Lester
10. My, How You've Grown - Parte 1
11. My, How You've Grown - Parte 2
12. Tooth or Consequences
13. Show Me the Infidel
14. House of Games
15. Willie Trout
16. Girl Trouble
17. Canadian Bacon
18. Report Card
19. Abduction
20. Testing... Testing...
21. The Accordion Lesson
22. Along For the Ride
23. Steamed Vegetables
24. Dentist
25. Lucky Abe (One Cent Ned)